# Le Lieu
Le Lieu är en kommun i distriktet Jura-Nord vaudois i kantonen Vaud, Schweiz. Kommunen har 908 invånare (2023).
Kommunen ligger på västra sidan sjön Lac de Joux i dalen Vallée de Joux. Den gränsar i norr mot Frankrike.
I kommunen finns även byarna Les Charbonnières och Le Séchey.